# Anatoli Hurin
Anatoli Hurin (* 16. August 1984 in Lemberg) ist ein ehemaliger ukrainischer Rennrodler, der auf der Kunst- und Naturbahn aktiv war.
Anatoli Hurin begann 1998 mit dem Rennrodeln, ab 2003 gehörte er dem Nationalkader der Ukraine an. In der Saison 2002/2003 startete er im Rennrodel-Weltcup. Er war nur bei den Rennen in Igls am Start und belegte im Einsitzer als Vorletzter den 46. Platz sowie zusammen mit Jurij Hajduk im Doppelsitzer den 19. und letzten Platz. Im Gesamtweltcup wurde er 71. im Einsitzer und 25. im Doppelsitzer. Im Winter 2003/2004 bestritt er drei Rennen im Naturbahnrodel-Weltcup. Zunächst startete er in Olang im Einsitzer und belegte den 34. und letzten Platz. Weitere Starts folgten in Moskau, wo er zusammen mit Juri Harzula im Doppelsitzer als Achter wieder nur den letzten Platz erzielte und im Einsitzer ausfiel. Das Doppel Harzula/Hurin nahm auch an der Juniorenweltmeisterschaft 2004 in Kindberg teil, kam aber nicht ins Ziel. Im Gesamtklassement belegte Hurin den 58. Platz im Einsitzer und Rang 16 im Doppelsitzer. In der Saison 2004/2005 nahm er an der Seite von Andrij Kis wieder an zwei Doppelsitzer-Weltcuprennen auf der Kunstbahn teil. Sie starteten in Altenberg und Sigulda, platzierten sich als jeweils 21. aber ebenfalls nur im Schlussfeld. Im Gesamtweltcup wurden sie 29. Hurins Doppelpartner Kis und Haiduk bilden seitdem ein Doppel, Hurin wurde nicht mehr im Weltcup eingesetzt.